# Liverpool Hope University
Die Liverpool Hope University ist eine von drei staatlich anerkannten Universitäten in Liverpool, England. Die Anerkennung als Universität im Vereinigten Königreich erfolgte 2005, jedoch ist die Hochschule deutlich älter: Zwei der drei Colleges wurden schon im 19. Jahrhundert gegründet, das älteste 1844 und das zweite 1856, das dritte College entstand schließlich in den 1960er Jahren. Die Liverpool Hope Universität ist derzeit die einzige ökumenische Hochschule Europas.
Die Einrichtungen der Hochschule verteilen sich auf zwei verschiedene Standorte, der Hauptcampus befindet sich in Childwall. Wegen der hohen Beschäftigungsrate unter den Absolventen, 97,3 % im ersten Jahr nach dem Abschluss, galt die Universität 2008 als die erfolgreichste in Nordwest-England.

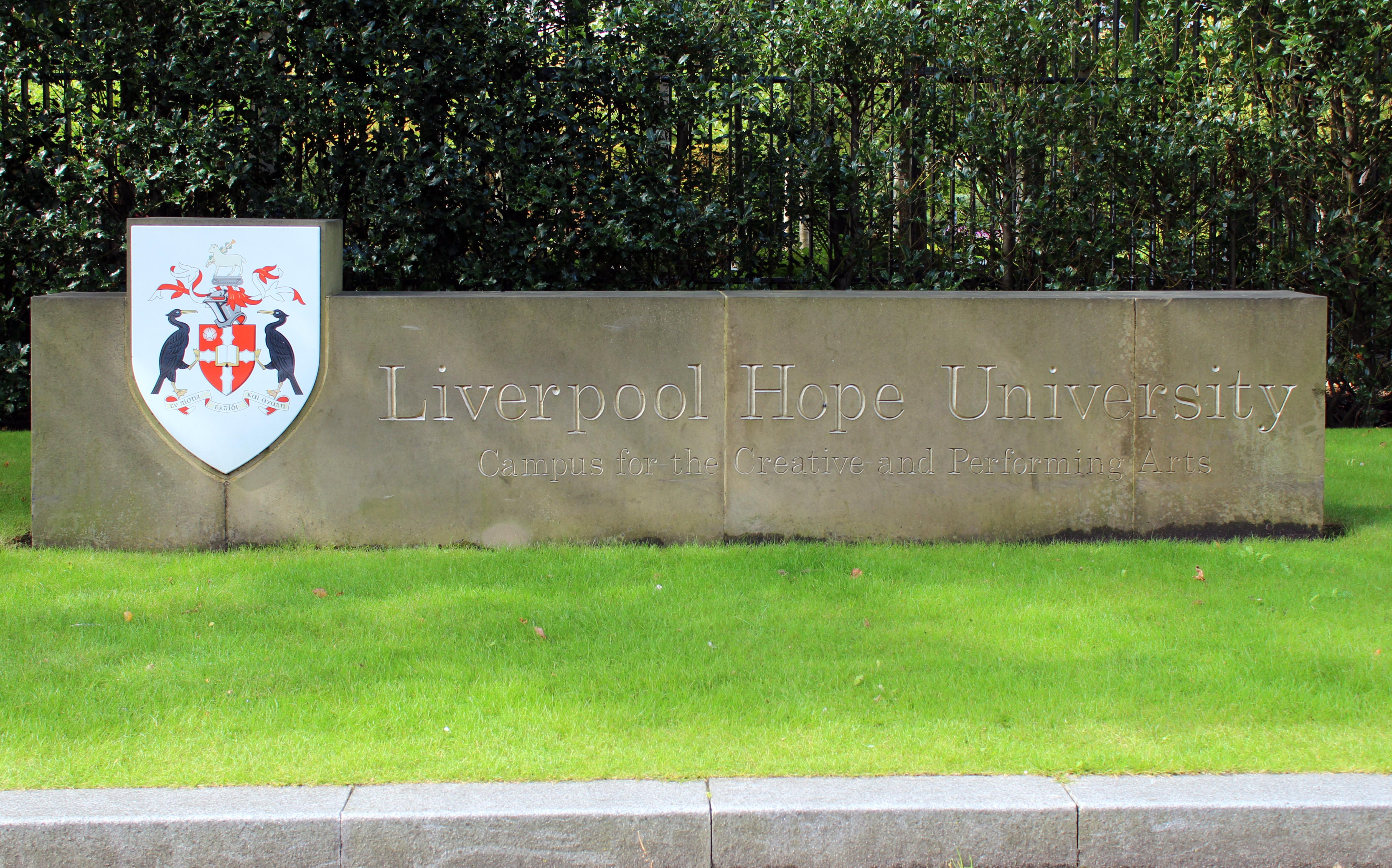
Steinernes Schild am Eingang der Liverpool Hope University

## Historisches
Caroline Cox, Baroness Cox war von 2006 bis 2013 Kanzlerin der Universität. Charles Guthrie, Baron Guthrie of Craigiebank war von 2013 bis 2020 Kanzler. Gerald Pillay war ab 2005 Vizekanzler.

## Zahlen zu den Studierenden und den Mitarbeitern
Im Studienjahr 2022/2023 nannten sich von den 5.520 Studenten der Liverpool Hope University 3435 weiblich (62,2 %) und 2070 männlich (37,5 %). 2021/2022 waren es 5.640 Studierende gewesen. Von den 4.985 Studenten des Studienjahrens 2019/2020 nannten sich 3.370 weiblich (67,6 %) und 1.595 männlich (32,0 %). 3.855 Studierende kamen aus England, 10 aus Schottland, 170 aus Wales, 695 aus Nordirland, 130 aus der EU und 90 aus dem Nicht-EU-Ausland. 3.895 (78,1 %) der Studierenden strebten 2019/2020 ihren ersten Studienabschluss an, sie waren also undergraduates. 1.090 (21,9 %) arbeiteten auf einen weiteren Abschluss hin, sie waren postgraduates. Davon arbeiteten 80 in der Forschung. Die Universität hatte 285 wissenschaftliche Mitarbeiter.
2006 waren es 7.885 Studierende gewesen. An der Hochschule waren 2007 Studierende aus etwa 65 Ländern immatrikuliert.